# Снокволми Пас (Вашингтон)
Снокволми Пас (енгл. Snoqualmie Pass) насељено је место без административног статуса у америчкој савезној држави Вашингтон.

## Демографија
По попису из 2010. године број становника је 311, што је 110 (54,7%) становника више него 2000. године.
| Група             | 2000.       | 2010.       |
| Белци             | 186 (92,5%) | 273 (87,8%) |
| Афроамериканци    | 0 (0,0%)    | 1 (0,3%)    |
| Азијати           | 2 (1,0%)    | 4 (1,3%)    |
| Хиспаноамериканци | 1 (0,5%)    | 18 (5,8%)   |
| Укупно            | 201         | 311         |